# Янін Олексій Євгенович
Олексій Янін (5 жовтня 1983, м. Запоріжжя — 7 квітня 2022, м. Маріуполь) — український військовослужбовець і спортсмен , старший сержант Окремого загону спеціального призначення «Азов» Національної гвардії України, учасник російсько-української війни, який відзначився і загинув під час відбиття російського вторгнення в Україну. Чемпіон України з кікбоксингу. Чемпіон світу з тайського боксу (муай-тай).

## Життєпис
Народився у м. Запоріжжі.
У 9 років почав займатися боксом. З 21 року пішов у тайський бокс. Займався у СК «Скорпіон» під керівництвом Рябухіна Сергія Миколайовича.
2013 року закінчив Запорізький національний університет за спеціальністю «Фізичне виховання та спорт».
Після численних нагород залишив спортивну кар'єру та 2014 року був призваний до Збройних Сил України. 2015 року, після закінчення терміну строкової військової  служби, встиг на тиждень повернутись додому, після чого пішов захищати країну контрактником у складі ОЗСП «Азов», де проходив службу до 2019 року.
У серпні 2017 року одружився. Весілля відбулося на Хортиці за старовинним українським обрядом. 2019 року у подружжя народився син.
У 2020 році знов уклав трирічний контракт з ОЗСП «Азов».
10 березня 2022 року під час оборони Маріуполя дістав кульове поранення в ногу, три тижні провів у шпиталі.
Загинув в човні на воді 7 квітня 2022 року у віці 38 років.
Залишилися дружина та син. 

## Нагороди
- Нагороджений відзнакою Президента «За участь в антитерористичній операції», Грамотою ВР «За заслуги перед українським народом», заохочувальною відзнакою МВС, нагрудним знаком «За відвагу в службі», орденом «За мужність» III ступеня.
- Рішенням Хмельницької міської ради від 23.09.2022 року присвоєно звання «Почесний громадянин Хмельницької міської територіальної громади».

## Вшанування пам'яті
Тіло Олексія не знайдено, 9 грудня 2024 року у колумбарії кладовища у мікрорайоні Ракове (м. Хмельницький) з військовими почестями відкрито кенотаф (символичне поховання).